# Codex Las Huelgas

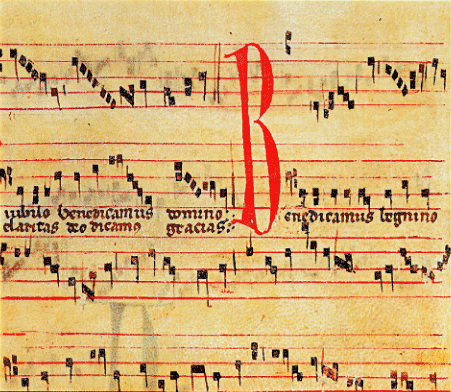
Jedna z kart Codex Las Huelgas

Codex Las Huelgas – kodeks zawierający zbiór pieśni, pochodzący z około 1300. Powstał w konwencie cysterek Las Huelgas niedaleko Burgos. Został odnaleziony w 1904 przez dwóch benedyktyńskich mnichów. Manuskrypt napisany jest na pergaminie. Pięciolinia nakreślona jest czerwonym atramentem. Większość manuskryptu napisana jest przez jednego autora, jednak wkład w powstanie całego kodeksu miało co najmniej dwanaście osób, wliczając późniejsze poprawki i dopiski.
Zbiór zawiera 186 utworów: 45 monodycznych i 141 polifonicznych. Większość z nich pochodzi z końca XIII wieku, jednak część powstała w pierwszej połowie stulecia (wpływ szkoły Notre-Dame). Jest też kilka utworów dodanych w pierwszych latach XIV wieku. Manuskrypt zawiera też dwuczęściowe ćwiczenia solfeżu.
W wielu miejscach manuskryptu widnieje podpis Johannesa Roderici (hiszp. Juan Rodríguez), który mógł być autorem części utworów, jak również skrybą, kompilatorem lub korektorem kodeksu.